# The Silent Accuser (film 1915)
The Silent Accuser è un cortometraggio muto del 1915 diretto da Joseph Kaufman.

## Produzione
Il film fu prodotto dalla Lubin Manufacturing Company.

## Distribuzione
Distribuito dalla General Film Company, il film - un cortometraggio di una bobina - venne distribuito nelle sale USA il 20 settembre 1915.